# Bombardeo de Múnich
El bombardeo de Múnich se llevó a cabo hacia el final de la Segunda Guerra Mundial por parte de la Real Fuerza Aérea británica (RAF) y las Fuerzas Aéreas del Ejército de los Estados Unidos (USAAF). Múnich fue, y es, una ciudad alemana importante, tanto cultural como industrialmente. Augsburgo, treinta y siete millas al oeste, era un importante centro de producción de motores diésel (y todavía lo es hoy), y también fue intensamente bombardeada durante la guerra. Aunque se encuentra a una distancia considerable del Reino Unido, Múnich no es una ciudad difícil de encontrar desde el aire, principalmente por su tamaño, y posiblemente por su proximidad a los Alpes austríacos al sureste como punto de referencia visual. Múnich estaba protegida (inicialmente) por su distancia del Reino Unido. Después de un pequeño ataque aéreo en noviembre de 1940, la ciudad recibió poca atención por parte de los bombarderos hasta 1944.
Múnich fue bombardeada por el Comando de Bombarderos de la Real Fuerza Aérea y las Fuerzas Aéreas del Ejército de los Estados Unidos. Hubo setenta y cuatro ataques aéreos en Múnich, con un saldo de 6,632 muertos y 15,800 heridos. Alrededor del 90% del Altstadt (ciudad vieja) resultó gravemente dañado debido a la política de bombardeos en alfombra (Flächenbombardement). Múnich fue considerada un objetivo especial de los bombardeos aliados también con fines propagandísticos, ya que era la "capital del movimiento", es decir, el lugar de nacimiento del Partido Nazi. Al comienzo de la guerra en 1939, Múnich tenía una población de alrededor de 830,000 habitantes y era la cuarta ciudad más grande de Alemania.

## Bombardeo del 24 al 25 de abril de 1944

### RAF
El 24 de abril de 1944, 234 Lancaster y 16 aviones Mosquito de la RAF atacaron Múnich. Fue un ataque devastador y concentrado, y alrededor del 80% de los edificios en el área objetivo fueron destruidos. El ataque se destacó por un nuevo método de marcar objetivos a bajo nivel desde 700 pies. Karlsruhe, más al noroeste, también fue intensamente bombardeada por la RAF esa noche. Nueve aviones Lancaster se perdieron en el ataque.

### USAAF
Durante el día 24 de abril de 1944, la ciudad y sus alrededores fueron fuertemente atacados por la USAAF.Más de setecientos aviones bombarderos participaron en el ataque, y fueron escoltados por aviones P-51B, P-38J y P-47D, con alrededor de ochocientos aviones de combate. Los aviones bombarderos Boeing B-17 Flying Fortress y Consolidated B-24 Liberator procedían de las Fuerzas Aéreas 8.ª y 9.ª.
El ataque tenía como objetivo limitar la producción del Dornier Do 335 en Dornier Flugzeugwerke, Oberpfaffenhofen y de las palas de turbina del turborreactor de flujo axial Junkers Jumo 004. Oberpfaffenhofen es ahora el hogar del centro de control de misión Deutsches Raumfahrt-Kontrollzentrum del Deutsches Zentrum für Luft- und Raumfahrt eV (Centro Aeroespacial Alemán).

## Daños
La ciudad recibió alrededor de 450 bombas Blockbuster (Luftminen, alrededor de 4,000 libras), 61,000 bombas de alto explosivo y alrededor de 3,316,000 bombas incendiarias de magnesio de 4 libras ( Stabbrandbombe, desarrolladas por ICI). Aproximadamente el 50% de toda Múnich resultó dañada. 81,500 casas quedaron total o parcialmente destruidas, desalojando a unos 300,000 habitantes, 4,185 heridos y 139 muertos. El bombardeo más mortífero tuvo lugar el 16 de julio de 1944, con 1,453 muertos y 4,525 heridos.